# 白旗塚古墳
白旗塚古墳（しらはたづかこふん）は東京都足立区東伊興にある古墳。円墳。1975年（昭和50年）2月6日に東京都指定史跡に指定。古墳時代後期初頭の6世紀前半頃のものと推定されているが、詳細な考古学調査は2020年（令和2年）7月時点で行われていない。

## 概要
江戸時代後半の『日光道中分間延絵図』には、甲塚、摺鉢塚とともに二本松塚として示され、名称未記載のものを含むと合計8基の古墳が並ぶ姿が描かれている。このことより、相当数の古墳からなる伊興古墳群（または白旗塚古墳群とも）を構成していたことが推定できる。その後、土地の開墾や都市開発などに伴って消滅が進み、1964年（昭和39年）の土地改良事業による都市開発の過程で他の古墳は全て取り壊され、現存するのは白旗塚古墳のみとなっている。
毛長川流域に広がる足立区北部の遺跡群の一角を構成するものとみなされている。さきたま古墳群から大宮台地をはさんだ毛長川流域には伊興遺跡、舎人遺跡などの遺跡群があり、相互の直接的な関連は不明だが、毛長川の水運を用いた古代文化圏として何らかの関係があったものと推定されている。
『新編武蔵風土記稿』によれば、源義家が奥州征伐時にこの地で白旗をなびかせて戦ったとの逸話から、白旗塚と呼ばれるようになった。

## 交通アクセス
- 竹ノ塚駅より徒歩11分（経路案内）。

## 白旗塚史跡公園
古墳が東京都指定史跡になったことを受けて、足立区は1987年（昭和62年）に白旗塚古墳を含む敷地を史跡公園として整備した。公園内には白旗塚にまつわる『新編武蔵風土記稿』の引用石碑、埴輪像などが設置されている。